# Зильгильде
Зильгильде́ (тат. Җилгелде) — деревня в Атнинском районе Республики Татарстан, в составе Кубянского сельского поселения.

## География
Деревня находится на реке Ашит, в 3 км к северу от районного центра — села Большая Атня.

## История
Окрестности деревни были обитаемы в эпоху железного века, о чём свидетельствует археологический памятник — Зильгильдинское местонахождение, относящееся к пьяноборской и азелинской культурам.
Основание деревни Зильгильде (также называлась Ильгильды) относят к XVIII веку. До 1917 года статистические данные учитывались вместе с данными деревни Дусюм.
В сословном плане, в XVIII веке и вплоть до 1860-х годов жителей деревни причисляли к государственным крестьянам. Их основными занятиями в то время были земледелие, скотоводство.
В «Списке населенных мест по сведениям 1859 года», изданном в 1866 году, населённый пункт упомянут как казённая деревня Ильгильди 2-го стана Царёвококшайского уезда Казанской губернии. Располагалась при речке Ашите, по левую сторону транспортного тракта из Казани в Вятскую губернию, в 136 верстах от уездного города Царёвококшайска и в 16 верстах от становой квартиры в казённой деревне Уразлино (Казаклар). В деревне в 35 дворах жили 254 человека (125 мужчин и 129 женщин). Была мечеть.
По сведениям из первоисточников, в начале XX столетия в деревне действовала мечеть (с 1858 года, в 1867 г. вновь перестроена, в начале XX в. сгорела, в 1920 г. построено новое здание; в 1960-е гг. разобрана и перевезена в деревню Кубян, в здании размещался садик) и мельница. В этот период земельный надел сельской общины (совместно с земельными угодьями деревни Дусюм) составлял 584 десятины.
До 1920 года деревня входила в Кшкловскую волость Краснококшайского (до 1919 г. — Царёвококшайский) уезда Казанской губернии. С 1920 года в составе Арского кантона ТАССР. С 10 августа 1930 года в Тукаевском, с 25 марта 1938 года в Атнинском, с 12 октября 1959 года в Тукаевском, с 1 февраля 1963 года в Арском, с 25 марта 1990 года в Атнинском районах.
С 1931 года в деревне действовали  коллективные сельскохозяйственные   предприятия, с 2002 года ООО «Дусюм».

## Население
| 1859 | 1897 | 1908 | 1920 | 1926 | 1938 | 1949 | 1958 | 1970 | 1979 | 1989 | 2002 | 2010 | 2015 |
| ---- | ---- | ---- | ---- | ---- | ---- | ---- | ---- | ---- | ---- | ---- | ---- | ---- | ---- |
| 254  | 320  | 835  | 313  | 230  | 226  | 218  | 128  | 123  | 92   | 29   | 13   | 8    | 4    |

.
Национальный состав
По данным переписей населения, в деревне проживают татары.